# ケンドール・ウインダム
ケンドール・ウインダム（Kendall Windham、1967年12月15日 - ）は、アメリカ合衆国の元プロレスラー。テキサス州スウィートウォーター出身。
父親はブラックジャック・マリガン、兄はバリー・ウインダム。マイク・ロトンドは義兄で、彼の息子ウィンダム・ロタンダ（ブレイ・ワイアット）とテイラー・ロタンダ（ボー・ロトンド）の叔父にあたる。

## 来歴
1984年、ブラックジャック・マリガンやバリー・ウインダムが主戦場としていたNWAフロリダ地区のCWF（チャンピオンシップ・レスリング・フロム・フロリダ）にてデビュー。ロン・バスやケビン・サリバンなどベテランのヒールと対戦してキャリアを積み、1986年にはアメリカ修行時代のホワイト・ニンジャこと武藤敬司とNWAフロリダ・ヘビー級王座を争った。
1987年からはWCWの前身団体であるNWAミッドアトランティック地区のジム・クロケット・プロモーションズに移籍。WCW発足後の1988年12月よりダスティン・ローデスとタッグチームを結成して頭角を現し、1989年2月23日には当時リッキー・スティムボートが保持していたNWA世界ヘビー級王座に挑戦。同年3月から4月にかけてはレックス・ルガーのUSヘビー級王座にも度々挑戦した。
その後はフロリダ地区に戻り、CWFの後継プロモーションFCW（フロリダ・チャンピオンシップ・レスリング）に参戦したが、1990年、父のマリガンと共にドル紙幣偽造の罪で逮捕され、2年間の懲役刑を受けた。
服役後の1992年、フロリダのインディー団体ICWA（インターナショナル・チャンピオンシップ・レスリング・アライアンス）にてプロレス業界に復帰。同年11月、ダニー・スパイビーのパートナーとして全日本プロレスの世界最強タッグ決定リーグ戦に初来日した。全日本には翌1993年の7月と9月にも参戦している。
以後、アメリカではWCWやECWに単発出場し、1997年下期よりWCWに定着したが、ジム・ドゥガン、フィット・フィンレイ、ミング、ディーン・マレンコ、ヒュー・モラスといった中堅選手のジョバーとなるなど、活躍の機会が与えられることはなかった。
しかし1999年、カート・ヘニング、バリー・ウインダム、ボビー・ダンカン・ジュニアらによるカウボーイ・ギミックのヒール・ユニット、ウエスト・テキサス・レッドネックスのメンバーとなってタイトル戦線に浮上。8月23日の『マンデー・ナイトロ』ではバリーとのコンビでハーレム・ヒートとの兄弟タッグ対決に勝利し、WCW世界タッグ王座を獲得した。
WCW離脱後はバリーとのウインダム・ブラザーズで活動し、プエルトリコのWWCでは2000年9月2日にサンダー&ライトニングからWWC世界タッグ王座を奪取。11月には同世界タッグ王者チームとして全日本プロレスに来日、世界最強タッグ決定リーグ戦への2度目の出場を果たした。
2002年の引退後は、フロリダ州ブランドンにてバリー・ウインダムと共にセキュリティ事業を運営している。

## 得意技
- ラリアット（Lariat O'Doom）
- スリングショット・パワーボム（Powerbomb O'Doom）
- ダイビング・ショルダー・ブロック
- ダイビング・ニー・ドロップ
- ジャンピング・レッグ・ドロップ
- バック・エルボー

## 獲得タイトル
チャンピオンシップ・レスリング・フロム・フロリダ
- NWAフロリダ・ヘビー級王座：4回[1]

フロリダ・チャンピオンシップ・レスリング（プロフェッショナル・レスリング・フェデレーション）
- FCWフロリダ・ヘビー級王座（PWFフロリダ・ヘビー級王座）：1回[10]
- FCWフロリダ・タッグ王座（PWFフロリダ・タッグ王座）：1回（w / ロバート・フラー）[11]

ワールド・チャンピオンシップ・レスリング
- WCW世界タッグ王座：1回（w / バリー・ウインダム）[7]

ワールド・レスリング・カウンシル
- WWC世界タッグ王座：1回（w / バリー・ウインダム）[8]